# ورملاند

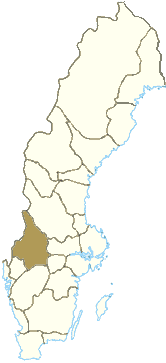
موقعیت ورملاند در سوئد

ورملاند (به سوئدی: Värmland) یکی از استان‌های سوئد است که در میانه غرب این کشور واقع شده است. این استان با استان‌های وسترگوتلاند، وستمانلاند، دالارنا، دالسلاند و نرکه و همچنین کشور نروژ هم‌مرز است. به دلیل وجود مناظر طبیعی، کوه‌ها و دریاچه‌ها ورملاند معمولاً زیباترین منطقه در کشور سوئد به حساب می‌آید.

## نگارخانه

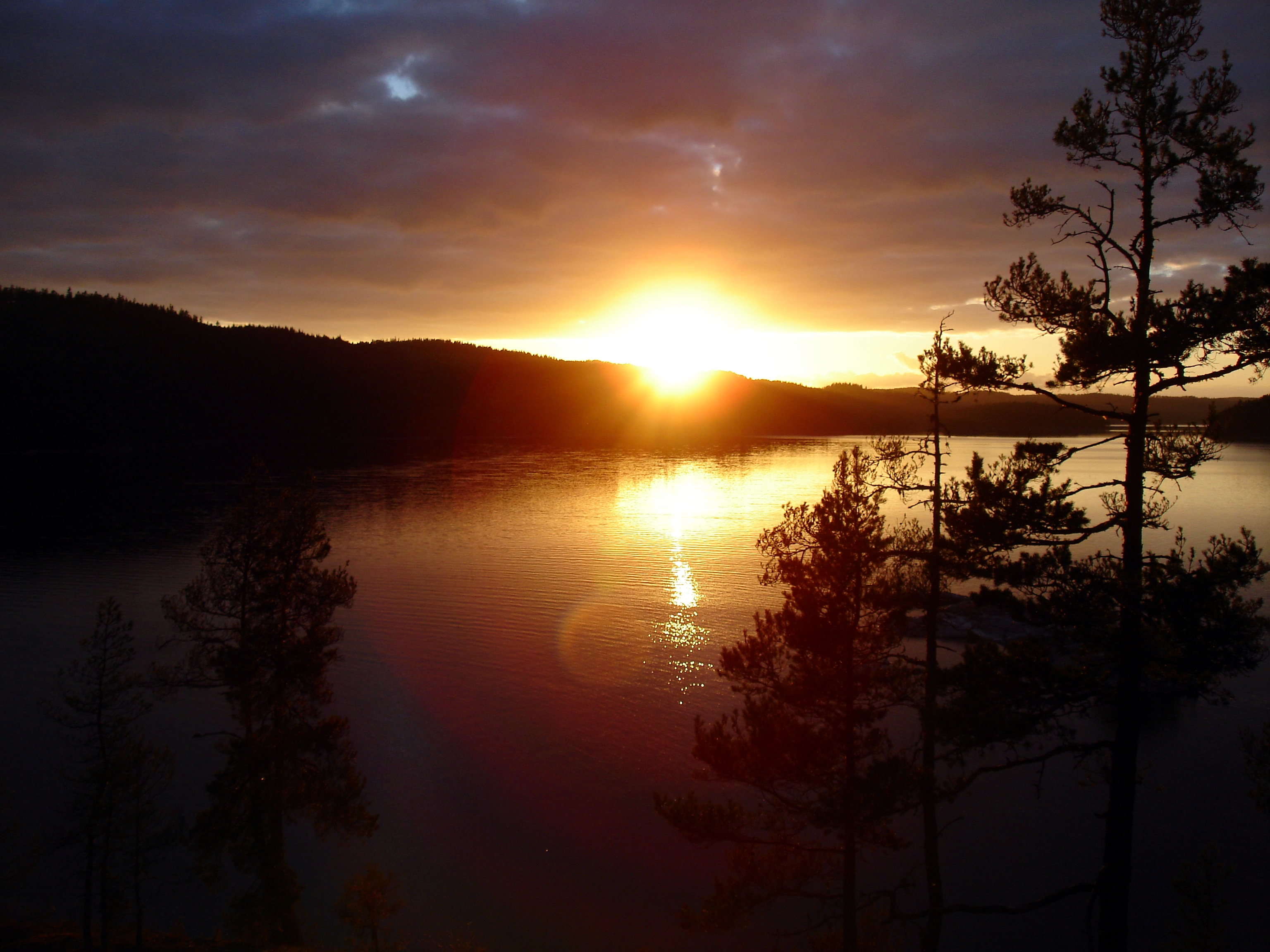
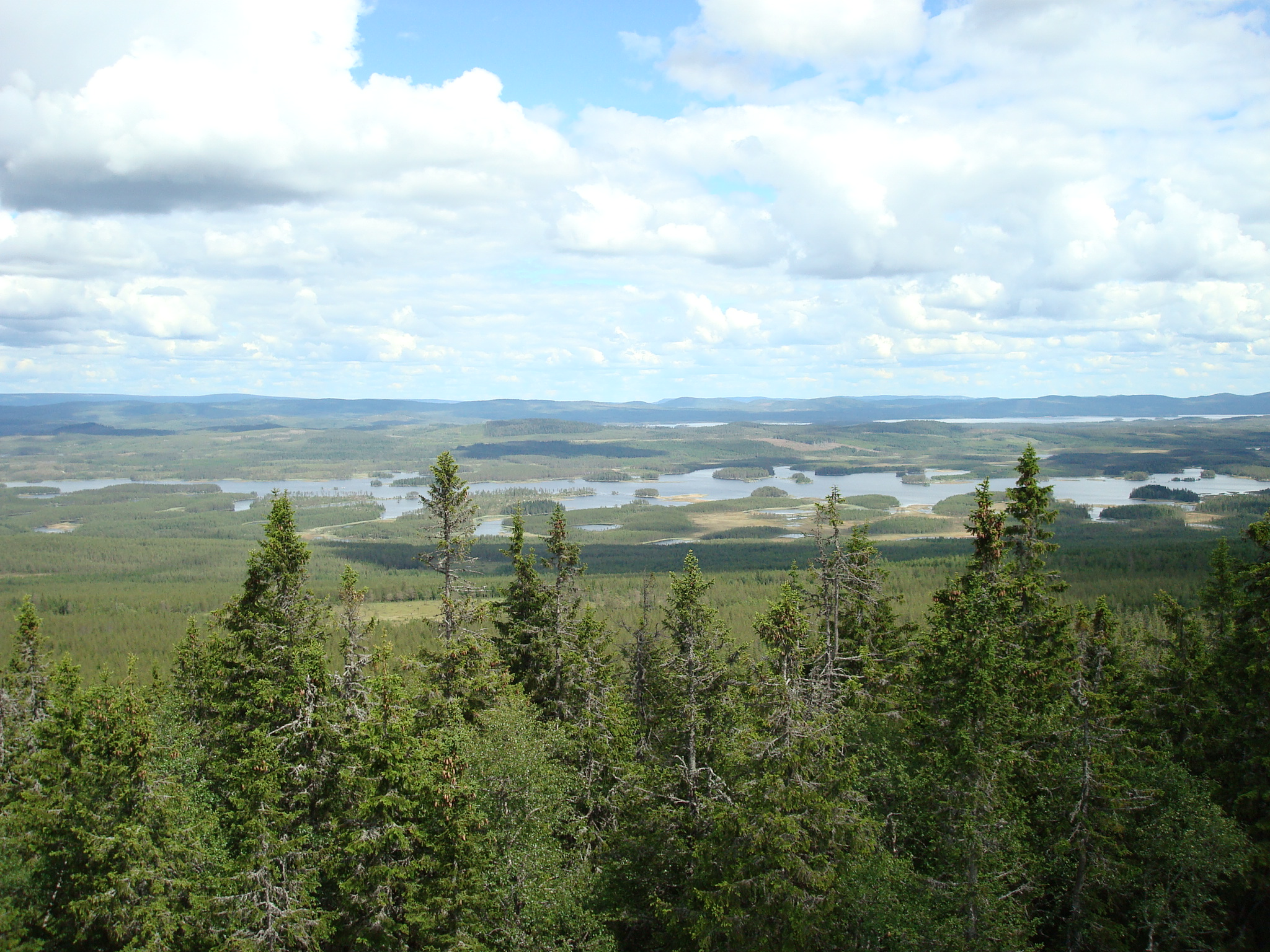
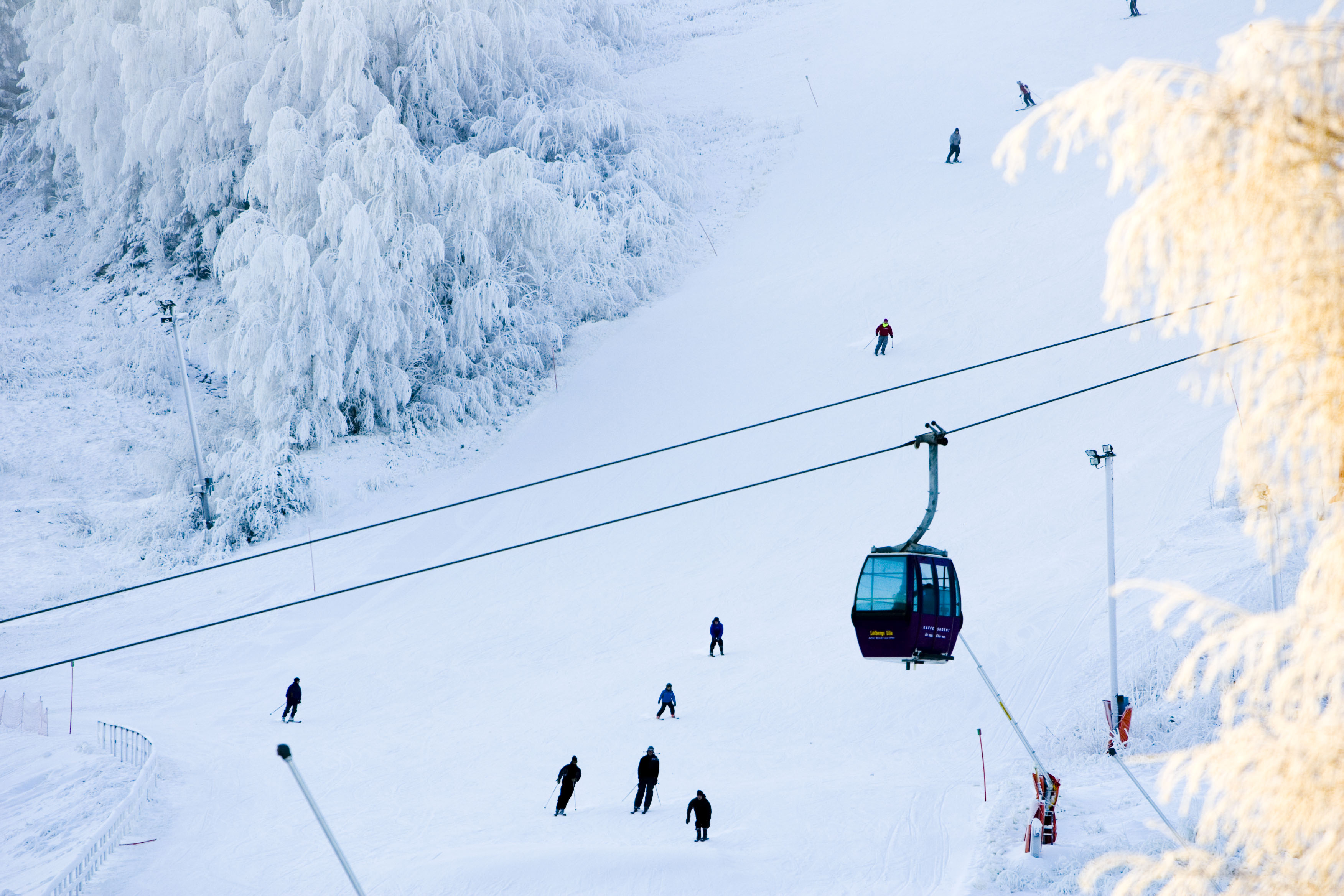
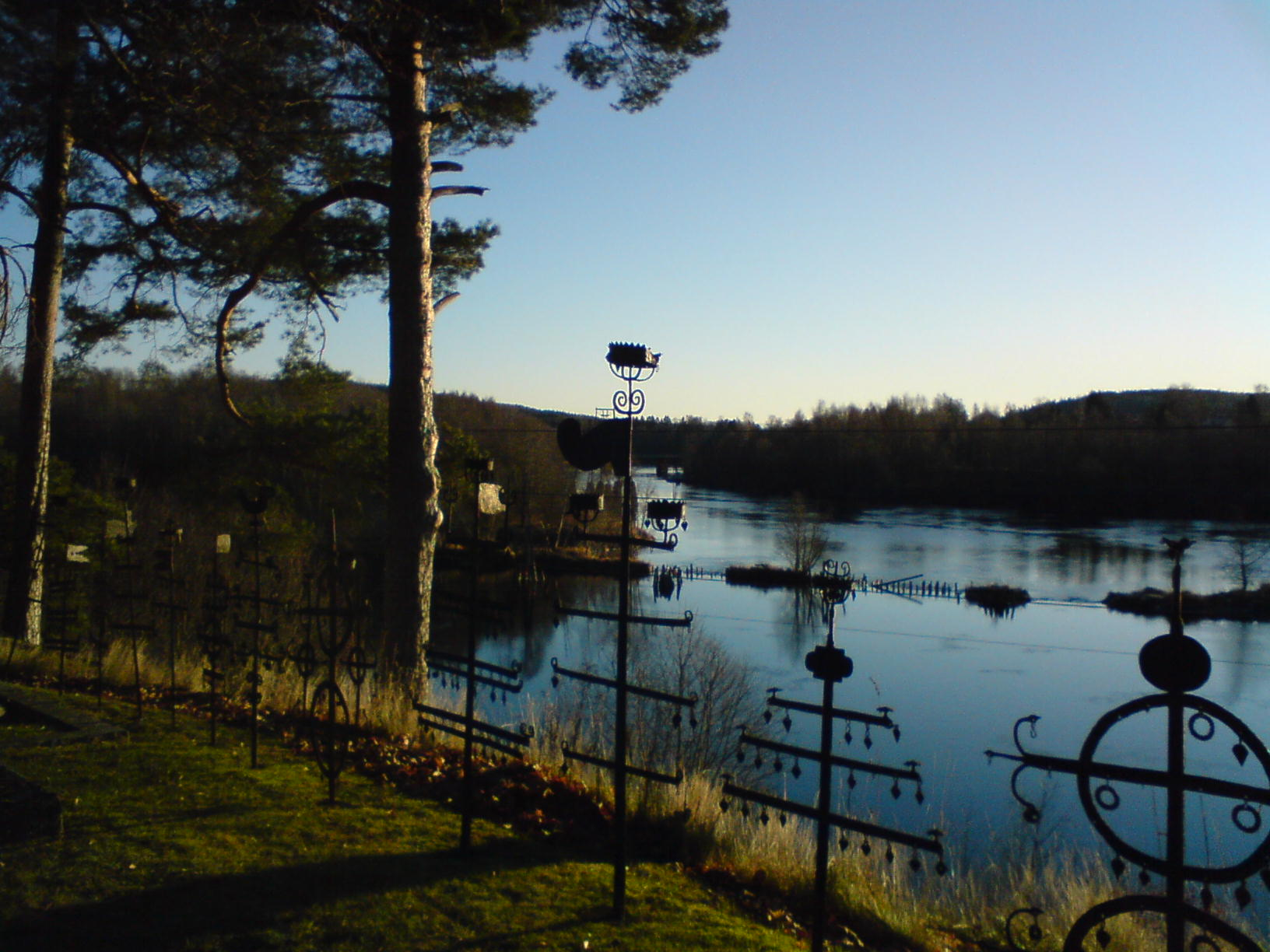